# Унструтталь
Унструтталь (нім. Unstruttal) — громада в Німеччині, розташована в землі Тюрингія. Входить до складу району Унструт-Гайніх.
Площа — 44,42 км2. Населення становить 6079 ос. (станом на 31 грудня 2021).